# Tillandsia macdougallii
Tillandsia macdougallii är en gräsväxtart som beskrevs av Lyman Bradford Smith. Tillandsia macdougallii ingår i släktet Tillandsia och familjen Bromeliaceae. Inga underarter finns listade i Catalogue of Life.

## Bildgalleri

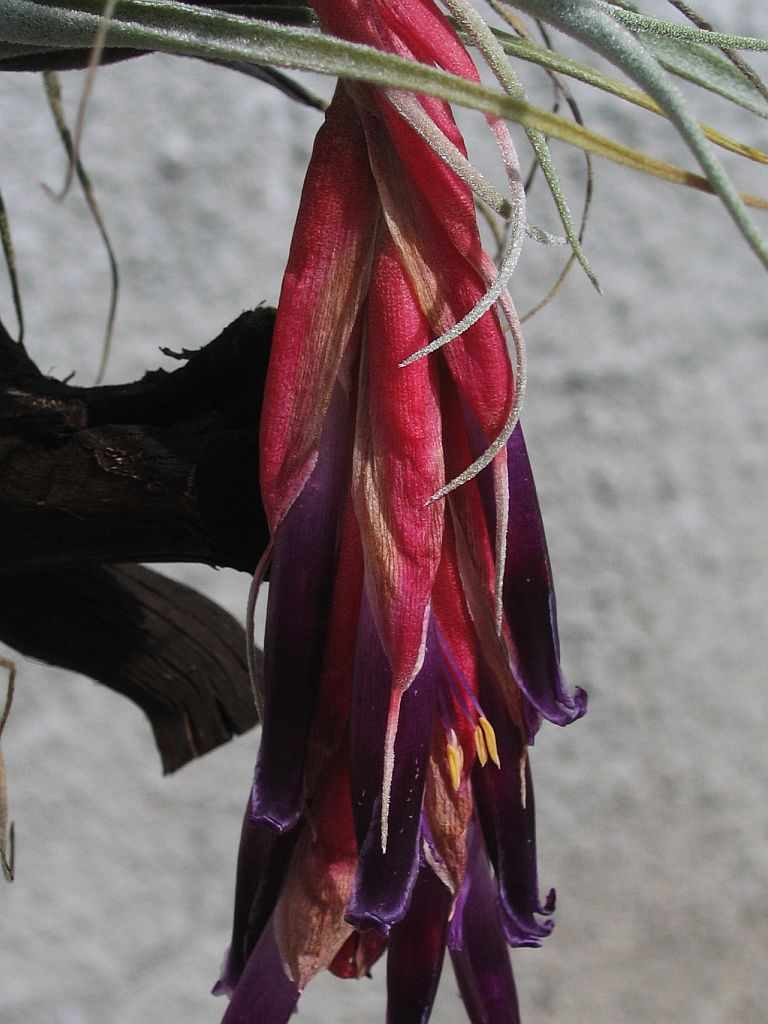
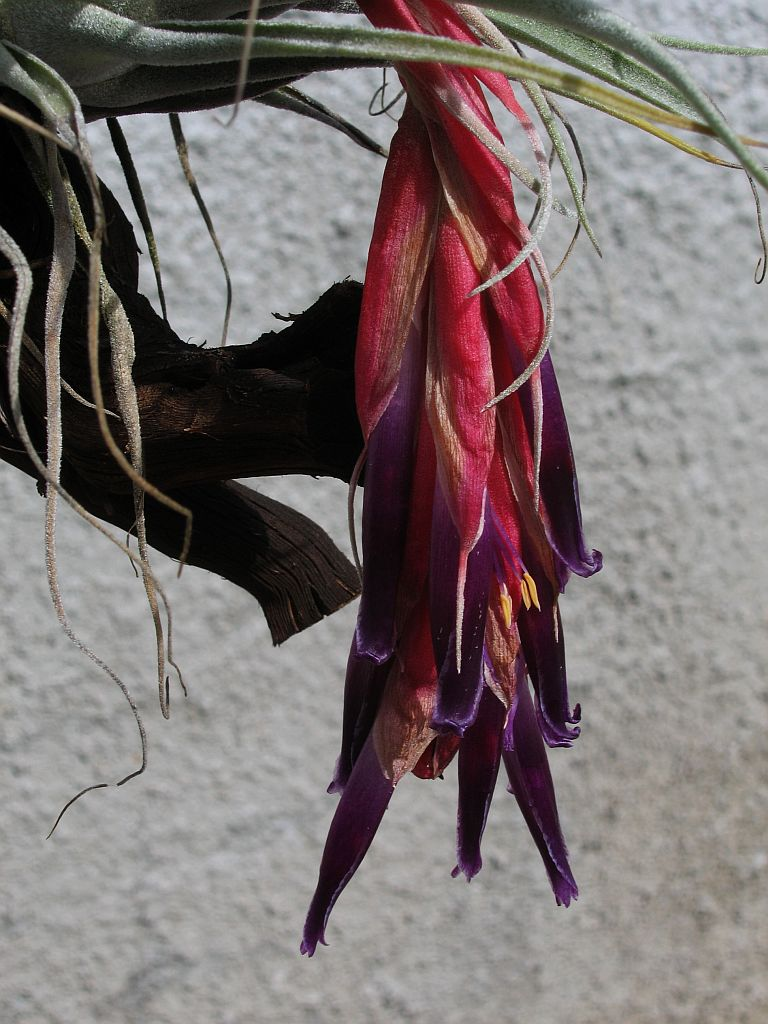
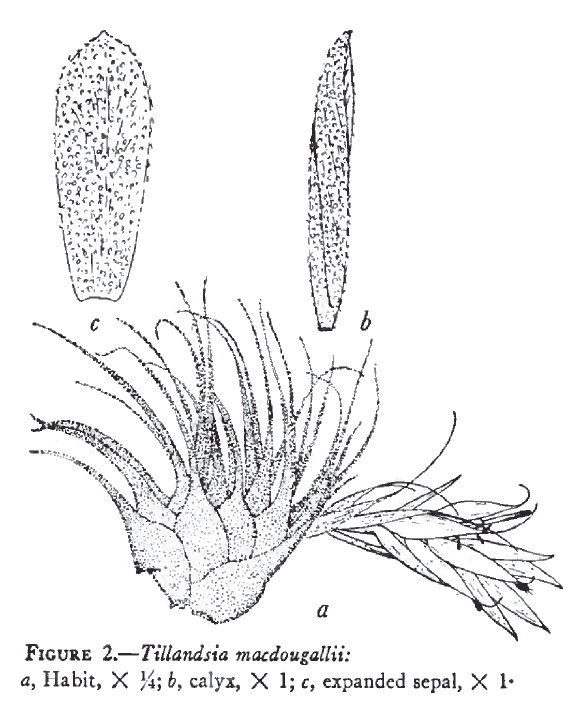